# Heirbaan Aken-Xanten

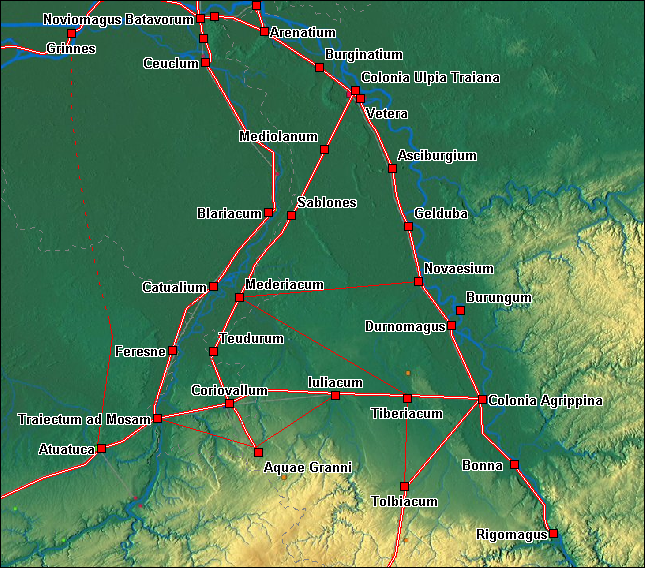
Romeinse wegen tussen Tongeren, Nijmegen en Keulen, met als noord-zuidverbindingen: heirbaan Tongeren-Duurstede, heirbaan Maastricht-Nijmegen en heirbaan Heerlen-Xanten

De heirbaan Aken-Xanten is een Romeinse heerweg tussen de Romeinse nederzettingen Aquisgranum (Aken), Coriovallum (Heerlen) en Colonia Ulpia Trajana (Xanten). Zo verbond ze de Via Belgica met de limes langs de Rijngrens. De grensweg plaatselijk bekend als de Prinsendijk in de bossen aan de Duits-Nederlandse grens tussen Reuver en Swalmen is een nog oorspronkelijk stuk Romeinse heirbaan, dat nog heden in gebruik is. Goed te zien is de kaarsrechte route, die typerend is voor veel Romeinse wegen. Bij de statio Tüddern lag een veenmoeras waarin de resten van een knuppeldam zijn teruggevonden. Van Tüddern liep de weg via Melick verder naar Heerlen.
De weg loopt bijna parallel met de heirbanen Tongeren-Nijmegen op de westelijke Maasoever. Naar deze weg toe bestonden er verschillende diverticula of secundaire wegen, bijvoorbeeld tussen Dilsen en Tüddern, tussen Heel/Wessem en Melick en tussen Kaldenkerken en het Venlose stadsdeel Blerick, dat in de Romeinse tijd Blariacum genoemd werd. In Venlo zijn ook de resten van een Romeinse brug gevonden. Tot voor kort werd aangenomen dat het Duitse Kaldenkirchen dezelfde plaats was als het Romeinse Sablones. De stadsarcheoloog van Venlo denkt echter dat Sablones de Romeinse naam voor Venlo was. De twee plaatsen liggen niet ver van elkaar.
In 2014 werd in de Heerlense binnenstad een deel van de heirbaan Aken-Xanten opgegraven, nadat de weg daar in de jaren 1950 voor het eerst was aangesneden bij de aanleg van een spoorwegviaduct. Bij een opgraving in de Kerkraadse wijk De Locht kwam begin 2015 de fundering van de weg in de vorm van een 50 cm dikke laag grind aan het licht. De weg bleek ter plaatse 6 tot 8 m breed te zijn geweest.

## Traject
De oostelijke heerweg is grotendeels terug te vinden in de Itinerarium Antonini, een Romeinse reisgids uit de 3e eeuw. Deze weg liep van Heerlen naar Xanten. Er was bovendien een verlengstuk naar Aken.
- Colonia Traiana (Xanten) - Mediolanum (Pont): VIII (17,7 km)
- Mediolanum (Pont) - Sablones (waarsch. Kaldenkirchen) : VIII (17,7 km)
- Sablones (waarsch. Kaldenkerken) - Mederiacum (Melick) : X (22,2 km)
- Mederiacum (Melick) - Teudurum (Tüddern) : VIII (17,7 km)
- Teudurum (Tüddern) - Coriovallum (Heerlen) : VII (15,5 km)
- Coriovallum (Heerlen) - Aquisgranum (Aken)

De weg verkortte de weg van Heerlen naar Xanten, die anders via Keulen verliep. Het deel van de Via Belgica dat zo werd afgesneden staat op de Peutingerkaart.
- Noviomagi (Nijmegen) - Arenatio (Rindern) : X (22,2 km)
- Arenatio (Rindern) - Burginatio (Kalkar) : VI (13,3 km)
- Burginatio (Kalkar) - Colonia Traiana (Xanten) : V (11,1 km)
- Coriovallum (Heerlen) - Atuaca (Tongeren) : XVI (35,5 km)

## Statio's
| Romeinse naam         | Huidige plaats |
| Aquae Granni          | Aken           |
| Coriovallum           | Heerlen        |
| Mediolanum            | Geldern-Pont   |
| Colonia Ulpia Traiana | Xanten         |